# John Sibbit
John Ephraim Sibbit (Jack Sibbit) (3 de abril de 1895 — 5 de agosto de 1950) foi um ciclista de pista britânico e participou de duas edições dos Jogos Olímpicos, em 1928 e 1936.
Em 1928, em Amsterdã, conquistou a medalha de bronze na prova tandem, com Ernest Chambers. Em 1936, em Berlim, também em tandem, foi eliminado nas quartas de final.